# José Luis Cagigas
José Luis Cagigas Castanedo (Villanueva de Villaescusa, Cantabria, 16 de abril de 1928 - 13 de julio de 2010) fue un empresario de la construcción español, dirigió los destinos del Racing de Santander entre las temporadas 1979-80 y 1986-87. Todos estos años al frente del club santanderino le convirtieron en el hombre que más años ha permanecido dirigiendo el mismo. En su haber tiene dos ascensos a Primera División. 
Durante el mandato de José Luis Cagigas como presidente del Racing de Santander, se construyó el moderno campo de fútbol en donde hoy juega el equipo reemplazando al vetusto campo que existía en El Sardinero en el lugar conocido con el Huerto del Francés, en cuyo lugar se construyó un amplio parque.
Siempre estuvo vinculado con el deporte y así, como alcalde del Ayuntamiento de Villaescusa, dotó al municipio de diferentes instalaciones deportivas para la práctica del deporte incluyendo el campo de fútbol municipal, el cual se inauguró con un partido entre el Racing de Santander y el Athletic Club.
En octubre de 2011 se disputó en Villanueva de Villaescusa un partido homenaje a su persona entre los jugadores veteranos del Racing y Athletic.
| Predecesor: José Manuel López-Alonso Polvorinos | Presidente del Racing 1979-1987 | Sucesor: Emilio Bolado Soto |